# Licatuit
Licatuit (Likatuit, Lecatuit, Lekahtewutbo), pleme Olamentke Indijanaca, porodica Moquelumnan, koje je obitavalo na dijelu okruga Marin u Kaliforniji, koji je svoj naziv dobio po njihovom posljednjem velikom poglavici Marinu. Živjeli su na misiji San Rafael.

## Vanjske poveznice
- Who are the Coast Miwoks?  Arhivirana inačica izvorne stranice od 5. veljače 2005. (Wayback Machine)